# Gömöry család
A Gömöry család egy régi dobsinai ágostai hitvallású polgári származású család, amely buléner gyökerekkel rendelkezett. A családnak az egyik ága Gömöry Dávid (1708–1795) győri alkimista személyében nemességet szerzett 1741. október 28-án és ezzel egy külön nemesi ágat alapított.

## A család korai története
A Gömöry családnak az ősei 1326 óta űzték a bányászatot szabad polgárokként a Gömör vármegyei Dobsinán; 1326-ban a "buléner" nevezetű népcsoporthoz tartozó szász bányászokat telepítettek itt le, akik a nyelvjárásukat valamint identitásukat az évszázadok során őrizték meg. A város lakossága ugyanis az egri káptalan előtt 1326-ban kötött egyezség értelmében, a híres „korponai szabadsággal" megajándékoztatván szabadon űzte bányászatát, de a jövedelem egyharmad része ugyanazon egyezség szerint a földesúrnak volt fenntartva. A település szabad polgárai bírájukat és papjukat szabadon választhatták. A Gömöry család legkorábbi ismert említése 1651-ből való és több száz éven át dobsinai városbírák is voltak; felmenői Rákóczi Ferencnek gyártottak fegyvereket a dobsinai bányászokkal és kohászokkal együtt. Az évszázadok során a Gömöry családnak számtalan ága lett Dobsinán, amelynek több neves személyiséget adott.
A dobsinai buchwaldi rézbányák a 17. századot megelőző időkben híresek és gazdagok voltak, az azokban termelt érez egy a közel völgyben állott olvasztóban dolgoztatott fel, melynek salakhalmain Gömöry Mátyás még 1738-ban is rezet gyűjtött. Ugyanott 1761-ben ifj. Gömöry Simon és Peck Jánosnak a grundi körmöci útnál. A Niklhannes grundban már a 17. században régen művelt rézbányákat találunk. E bányán sok rezet termelhettek, mert pl. 1775-ben Gömöry Simon 1/6-a részért Dobsina városától 350 ftot kapott, mely bányarész még 1788-ban is 190 ft. 96 krt jövedelmezett.

## A család polgári ága

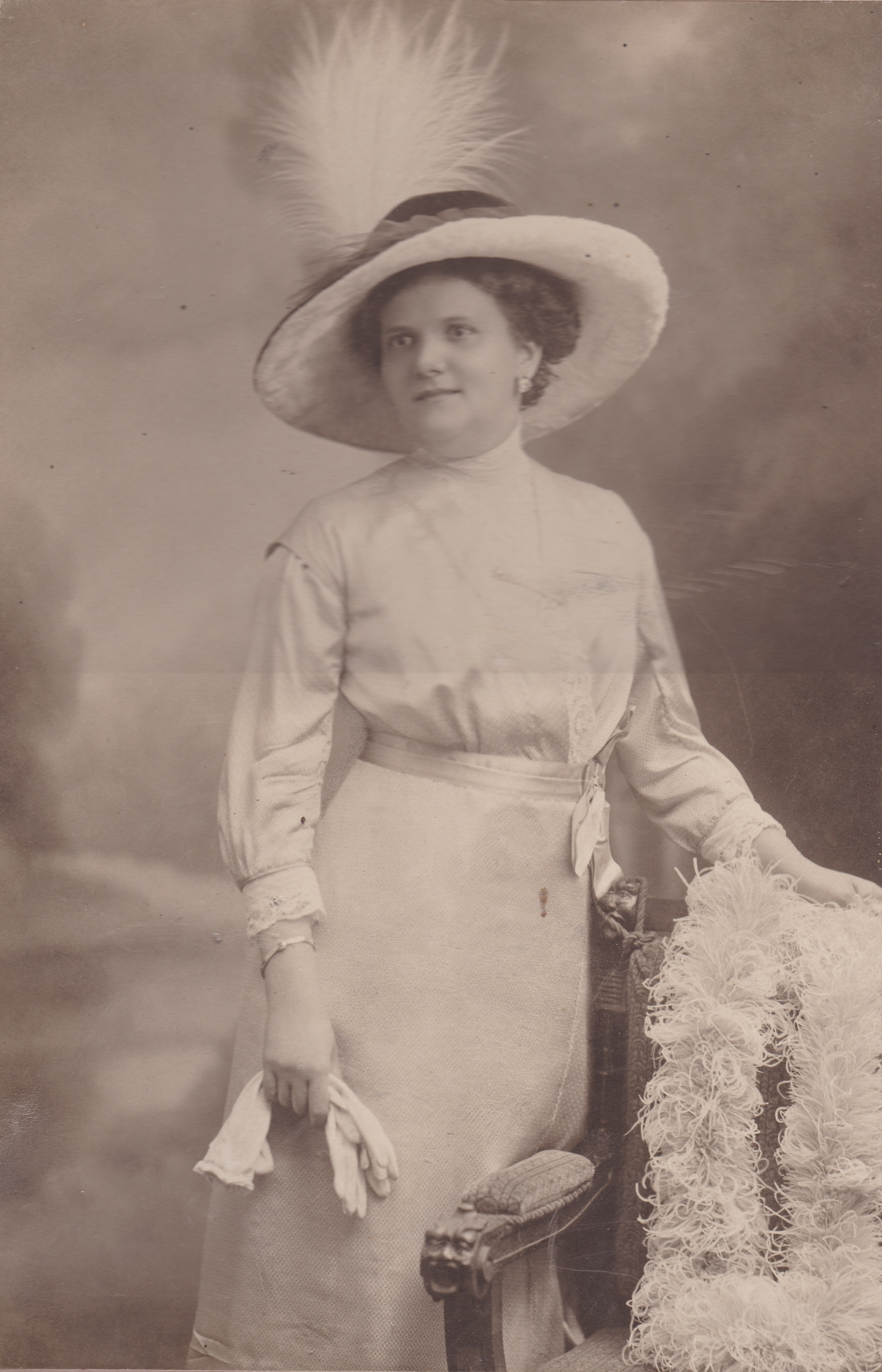
Lenz Gyuláné Gömöry Anna Mária Etelka (1874-1946), budapesti nagykereskedő, bérháztulajdonos. Férje halála után hosszú évekig a Lenz Testvérek cégvezetője volt

Gömöry Gottlieb (1838–1908), kereskedő, vadászhadnagy.

Gömöry László (1868–1934), csendőrezredes, a Ferenc József-rend lovagja.

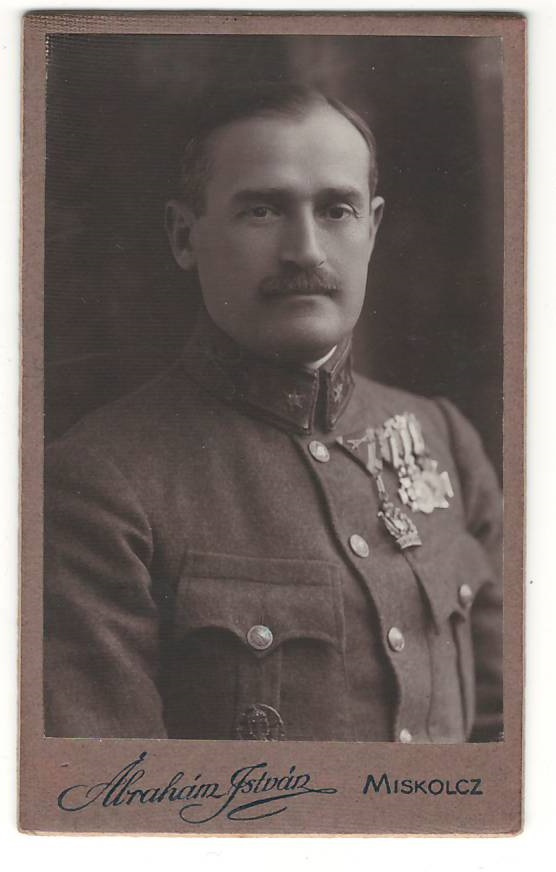
Vitéz Gömöry Árpád (1883–1943), tábornok, a Vaskorona-rend lovagja

Egy másik Gömöry Simon és Windt Zsuzsanna feleségétől származott Gömöry György (1738–1803), városi bíró, hivatalnok, jómódú polgár, aki 1761. november 2-án Dobsinán feleségül vette szintén neves régi buléner ottani polgári származású Szojka Esztert (1738–1803), Szojka András (1696–1770), bányász és Kayser Agnetta (1703–1772) lányát. Gömöry György és Szojka Eszter egyik gyermeke az 1777-ben született Gömöry Mária, akit 1794. október 16-án Dobsinán feleségül vett nemes Reményik János; Reményik János és Gömöry Anna egyik dédunokája a neves költő Reményik Sándor (1890–1941) volt.
Gömöry György és Szojka Eszter frigyéből született Gömöry Simon (1774–1825), gazdag dobsinai bányász, aki 1796. október 9-én Dobsinán elvette a szintén ősi buléner dobsinai polgári családból való Róth Esztert (1779–1857), akinek a szülei Róth Gottlieb (1724–1781), bányász és Stempel Agnetta (1732–1790) voltak. Gömöry Simon és Róth Eszter házasságából a több gyermek közül született: Gömöry András (1810–1879), felsőhámori uradalmi gazdatiszt, valamint ifjabb Gömöry Simon (1813–1879), dobsinai bányász.
Gömöry András (1810–1879), felsőhámori uradalmi gazdatiszt, elvette a szintén régi buléner dobsinai származású Springer Zsuzsannát, akinek a szülei Springer Keresztély (1795–1832), bányász és Gáll Zsuzsanna (1794–1858) voltak. Az apai nagyszülei Springer Keresztély (1761–1817), bányász és Fischer Zsuzsanna (1762–1829) voltak. Gömöry András és Springer Zsuzsanna frigyéből több gyermek született: az egyik gyermeke ifjabb Gömöry András, mészárosmester, akinek Langhoffer Borbála nejétől született Gömöry László (1868–1934), csendőrezredes, a Ferenc József-rend lovagja. A másik gyermeke Gömöry András uradalmi gazdatiszt és Springer Zsuzsanna házasságából Gömöry Gottlieb (1838–1908), aki fiatal korában az 1864-67. évi mexikói önkéntes hadtest magyarországi résztvevői között vett részt, amikor Habsburg–Lotaringiai Miksa főherceg a mexikói trón elfoglalásáért; ekkor Gömöry Gottlieb elutazott Amerikába vadászhadnagyként. A katonai szolgálat teljesítése után a kalandot túlélve visszatért a Magyar Királyságba és nem Dobsinán, hanem Pesten telepedett le. Gömöry Gottlieb sikeres élelmiszer kereskedő lett, és majd Pesten 1870. szeptember 4-én feleségül vette a római katolikus polgári származású Sztranszky Hermina (1847–1939) kisasszonyt, akinek a szülei a prágai születésű Stranszky Prokop (1809–1871), pesti rézműves és Uhlár Rozina voltak. Gömöry Gottliebnek a sógornője Stranszky Irma (1852–?), az adai római katolikus nőegylet társelnöke, akinek a férje Senk Antal (1839–1904), adai nagybirtokos, városi képviselő volt. Nejének Gömöry Gottliebné Stranszky Herminának az unokahúga Stranszky Kornélia (1887–1946), akinek a férje vitéz Katona Mihály (1877–1957), építészmérnök, építőmester volt.
Gömöry Gottlieb (1838–1908), pesti kereskedő és Sztranszky Hermina (1847–1939) frigyéből született: Gömöry Anna Mária Etelka (1874–1946), akinek a férje a budapesti jómódú nagykereskedő Lenz családból való Lenz Gyula (1848–1910) budapesti magyar déligyümölcskereskedő, bérháztulajdonos, valamint Gömöry Irén (1888–1958), akinek a férje dr. Lux Gyula (1884–1957), nyelvész, tanügyi főtanácsos, a Magyar Királyi Állami Német-nyelvű tanítóképző Líceum alapítója és igazgatója volt. Az 1935. téli adókivetések szerint, özvegy Lenz Gyuláné Gömöry Anna (1874–1946), a "Lenz Testvérek" déligyümölcs-nagykereskedő cég tulajdonosa, a „mammutjövedelmüek” közé tartozott, méghozzá a 6. legvagyonosabb budapesti adófizető személy volt. Lenz Gyula és Gömöry Anna fia Lenz József (1897–1965), nagykereskedő, kereskedelmi tanácsos, a "Pro Ecclesia et Pontifice" érdemrend tulajdonosa, tartalékos huszár százados, a "Gyümölcsexportőrök és Importőrök Egyesülete" elnöke, a "Déligyümölcs-kereskedők Egyesülete" alelnöke, a "Magyar Gyümölcskiviteli Egyesülés” intéző bizottságának a tagja, a "Gyümölcs-, Zöldség- és Élelmiszer-kereskedők Országos Egyesülete" elnök-jelöltje, földbirtokos, bérház-tulajdonos, "Lenz testvérek cég" társtulajdonosa.
Ifjabb Gömöry Simon (1813–1879), dobsinai bányász és Eltscher Zsuzsanna (1817–1878), házasságából született Gömöry József (1852–1908) vonatkísérő, aki elvette a vágbesztercei születésű Politzer Mária Jozefinát (1845–1932). anyja Politzer Mária 1922-ben vezetéknevét „Nagy”-ra magyarosította. Gömöry József és Politzer Mária frigyéből két gyermek született: az egyik a híres Gömöry Vilma (1885–1962) színésznő, a másik vitéz Gömöry Árpád (1882–1943) magyar királyi tábornok (vezérőrnagy), az Osztrák Császári Vaskorona-rend lovagja, Tiszti Arany Vitézségi Érmes, Borsod-Gömör vármegye-, majd Észak-Pest vármegye testnevelési felügyelője, a "Dobsinai Társaskör" tagja, író. Gömöry Vilma három izben kötött házasságot: az első férje Körmendy Kálmán (1886–1920), színész,) majd a második férje Gallina Frigyes (1879–1933), Budapest székesfőváros tanácsnoka, főjegyzője, az elnöki ügyosztály vezetője, szakíró lett. A harmadik férje Ocskay Kornél Mihály (1885–1963) magyar operaénekes (tenor), színész. Gömöry Árpád tábornoknak és Ráth-Langhoffer Arankának (1893–1979) az egyik fia: Gömöry József (1917–2005. június 29.), dombóvári gimnáziumi tanár, evangélikus lelkész, Dombóvár díszpolgára.
Az 1920-as évek során, Gömöry Irén férje, dr. Lux Gyula és vitéz Gömöry Árpád (1883–1943), tábornok, a Vaskorona-rend lovagja, a "Dobsinai Társaskör" két vezetője volt és egyben a két legaktívabb tagja is. A trianoni békeszerződést követően a felvidéki Dobsina el lett szakítva a Magyar Királyságtól, település ahonnan mindkettőnek a családja származott; igen komoly vállalkozásba nagy erőt fektettek be, különböző kulturális, nyelvészeti, katonai történelmi tanulmányokkal Dobsináról, amelyekkel igyekezték a település múltját megőrizni. 1927-ben a "600 éves Dobsina Jubileumi Emlékkönyve" nevezetű munkát adtak ki a szintén dobsinai származású dr. Szlávik Mátyás segítségével, és Gömöry Árpád szerkesztői munkásságával. Gömöry Árpád, nem csak szellemi munkatársa volt Lux Gyulának de bensőséges barátságot is ápolt vele; a katonatiszt pedig távoli rokona volt Lux Gyula feleségének, a dobsinai származású Gömöry Irénnek. A kötetben Lux Kálmán neves építész "Dobsina legrégibb építőművészeti emléke" című tanulmánya is megjelent. Lux Kálmán pedig távoli rokona volt Lux Gyula nyelvésznek.
A polgári Gömöry családnak egy másik ágából származott Gömöry János, kecskeméti vaskereskedő, aki 1807. szeptember 20-án Kecskeméten, feleségül vette a szintén ágostai hitvallású polgári származású Hrúz Máriát (1791–1831), akinek a szülei Hrúz István (1749–1802) és Szlabey Judit (1752–1838) voltak. Gömöry Jánosné Hrúz Máriának a fivére Hrúz Mihály (1776–1855), kecskeméti lakatosmester. Távoli rokonuk Petrovics Istvánné Hrúz Mária (1791–1849), akinek a fia Petőfi Sándor magyar költő volt. Petőfi ismerte a kecskeméti Hruz család és a dobsinai Gömöry család rokoni kapcsolatát. Gömöry János kecskeméti vaskereskedő dobsinai származású, felesége Petőfi édesanyjával egy évben született, szintén Hruz Mária. A költő gyermekkorában Gömöry Jánosné Hrúz Máriának testvérénél,  a Hruz Mihálynál lakott két évig Kecskeméten. Gömöry János rokona Gömöry András (1803–1858), a gömöri ágostai evangélikus egyházmegye esperese, aki 1834-től rozsnyói lelkész. Eperjesen végezte tanulmányait, utána Szirmay Antal királyi kamarás gyermekeinek nevelője. E család segítségével Greifsswald egyetemét látogatta három évig, közben megismerte Dániát, a német egyetemeket. Hazatérése után még újabb három évig a Szirmay család nevelője, és csak utána kerül Rozsnyóra. Petőfi Sándor elismerően nyilatkozott Gömöry András rozsnói lelkészről: „kinek eszét tisztelni, szívét szeretni tanultam meg”.
Gömöry János kecskeméti vaskereskedő, és Hrúz Mária frigyéből született több gyermeke: az egyik Gömöry Frigyes (1813–1901), kecskeméti hites ügyvéd, 1848-as honvédszázados, a kecskeméti honvédegylete, közgyám volt. Egy másik gyermeke ifjabb Gömöry János és Hrúz Máriának Gömöry János, aki Dessewffy Kálmán uradalmának tiszttartója Oroson, majd nyíregyházi fogházfelügyelő lett. Ifjabb Gömöry Jánosnak Markó Zsuzsanna (1841–1921) óvónőtől született: Gömöry János (1869–1966) tanár, evangélikus lelkész, publicista.

## A család nemesi ága

A nemesi származású Gömöry család címere (kelt: 1741)

A dobsinai polgári Gömöry Dávid és Wachsmann Katalin fia a rozsnyói születésű Gömöry Dávid (1708–1795), aki majd győri orvos lett és alkimistáként tevékenykedett. 1741. október 28-án testvérével, Jánossal együtt Mária Teréziától magyar nemességet, és címeres nemeslevelet kapott. Gömöry Dávidnak feleségétől Halvar Zsuzsanna asszonytól született fia nemes Gömöry Dávid, valamint nemes Gömöry Zsuzsanna Katalin. 1769-ben már Gömöry Dávid volt Győr vármegyei tisztiorvos, aki sokat küszködött a vérhasjárvány ellen. A megyei közgyűlési jegyzőkönyvekben olvasható, hogy milyen betegségeket kezelt a városban a XVIII. század második felében. Ugyanakkor kapcsolatban állt a kor híres alkimistáival. Nem feltétlenül az aranycsinálás volt a célja, sokkal inkább a Bölcsek Kövének megtalálása, mert szerinte annak segítségével hozható létre a halhatatlan élet.

Gömöry Dávid fivérének a leszármazottjai vitték tovább a családot. Gömöry Jánosnak (1703–1785) Frenyó Judittól Rozsnyón született fia Gömöry Pál (1734–1808), aki majd Csetneken telepedett le. Gömöry Pál feleségül vette Sturmann Juliannát, akitől született fia Gömöry János (1768–1817), táblabíró, földbirtokos. Ez a Gömöry János előkelő házasságot kötött, amivel belekapcsolódott a régi vármegyei birtokos nemesi famíliákba; feleségül vette márkus- és batizfalvi Máriássy Anna kisasszonyt, majd annak a halála után a második neje az elhunytnak a húga, Máriássy Borbála (1785–1834) kisasszony lett. A Máriássy lányoknak a szülei márkus- és batizfalvi Máriássy Sándor, földbirtokos és okolicsnói Okolicsányi Borbála voltak. Gömöry János és Máriássy Anna frigyéből egy fiúgyermek tovább vitte a családot: Gömöry András (1800–1873), helytartói tanácsos, táblai ülnök, földbirtokos. Gömöry András 1833. november 4-én Feleden feleségül vette gróf De la Motte Mária (1809–1880) kisasszonyt, akinek a szülei gróf De la Motte Károly (1780–1852), Gömör vármegye követője, földbirtokos, valamint szapári, muraszombati és széchiszigeti gróf Szapáry Ludovika voltak. Gömöry András és gróf De la Motte Mária fia dr. Gömöry Oszkár (1839–1904), császári és királyi kamarás, minisztériumi tanácsos, jogász, földbirtokos, a Lipótrend és a porosz Johannita rend lovagja. Gömöry Oszkár elvette Szentmiklóssy Margitot, akitől több gyermeke született, köztük: Gömöry Viktor (1878–1906), ifjabb Gömöry Oszkár (1888–1966), valamint Fritz Jenőné Gömöry Andrea (1895–1948).
Gömöry Jánosnak (1768–1817), táblabíró, földbirtokos a második nejétől Máriássy Borbálától született egyik fia Gömöry János (1813–1907), Gömöry-Kishont vármegye táblabírája, földbirtokos volt, aki bátyának a sikeres pályafutásának köszönhetően és a saját állása révén is magas körökben mozgott. Gömöry János (1813–1907) a Szász Coburg Gothai Fülöp herceg gömöri vasgyárak vezérigazgatója lett, és élete során több kitüntetésben részesült mint például az uralkodó Szász Coburg Gothai herceg titkos tanácsosában, illetve az Osztrák Császári Vaskorona-rend, a Ferenc József-rend és a Szász Ernesztin házirend lovagja is volt. Gömöry János szintén előkelő házasságot kötött: 1845. szeptember 8-án Feleden feleségül vette fivére feleségének a húgát, gróf De la Motte Klotild (1818–1846) kisasszonyt. Első neje korai halála után Gömöry János feleségül vette kiscsoltói Ragályi Róza (1838–1911) kisasszonyt, akinek a szülei kiscsoltói Ragályi Miksa (1811–1894), földbirtokos, és gróf De La Motte Ludovika (1815–1877), aki a korábbi két gróf De la Motte hölgynek a másik leánytestvére volt.
Gömöry Jánosnak (1768–1817), táblabírónak, földbirtokosnak és a második nejének, Máriássy Borbálának egy másik fiúgyermeke: Gömöry Pál (1815–1884) Szabolcs vármegye megyefőnöke, helytartósági tanácsos, a 3-ad osztályú vaskorona rend lovagja, földbirtokos; Gömöry Pál neje primóczi Szentmiklóssy Amália (1825–1907), aki több gyermekkel áldotta meg. Gömöry Jánosnak és Máriássy Borbálának a legkisebb fiúgyermeke Gömöry Viktor (1816–1886), császári és királyi udvari tanácsos, a magyar királyi udvari kancellária referendáriusa, aki nőtlenként hunyt el Bécsben.
A nemes Gömöry család habár nem részesült földbirtok adományban az uralkodótól, több gyászjelentésen és közleményben a 19. század második felétől a "sajógömöri" nemesi előnévvel szerepelt, amelyet a Gömör vármegyei Sajógömör nevű település után vett fel.

### A nemes Gömöry család címere
A nemes Gömöry család címerének (1741) a leírása: "a vért kék udvarában a pajzs bal oldaláról felhőkből egy vörös ruhás kar nyulik elé, kezében ezüst iró-tollat tartva. Fölötte (a vért fejében) arany nap, jobbról csillag, balról ezüst félhold ragyog. A vért fölötti sisak koronáján daru áll, felemelt jobb lábában kövecset tartva, két oldalról kiterjesztett sas-szárnyak veszik körül, melyeknek jobboldalija félig ezüst, félig vörös, a baloldali félig kék, félig arany."

## A polgári család kiemelkedőbb tagjai
- Gömöry András (1803–1858), a gömöri ágostai evangélikus egyházmegye esperese, 1834-től rozsnyói lelkész.
- Gömöry Anna Mária Etelka, Lenz Gyuláné, (Budapest, 1874. február 24.– Budapest, 1946. november 19.), kereskedőnő, bérház-tulajdonos. Az 1935. téli adókivetések szerint, özvegy Lenz Gyuláné Gömöry Anna (1874–1946), a cég tulajdonosa, a „mammutjövedelmüek” közé tartozott, méghozzá a 6. legvagyonosabb budapesti adófizető személy volt.
- Gömöry Árpád, vitéz, (Hatvan, 1882. május 28. – Budapest, 1943. augusztus 13.) magyar királyi tábornok (vezérőrnagy), az Osztrák Császári Vaskorona-rend lovagja, Tiszti Arany Vitézségi Érmes, Borsod-Gömör vármegye-, majd Észak-Pest vármegye testnevelési felügyelője, a "Dobsinai Társaskör" tagja, író.
- Gömöry Frigyes, (Kecskemét, 1813. november 10.–Kecskemét, 1901. november 24.), kecskeméti hites ügyvéd, 1848-as honvédszázados, a kecskeméti honvédegylete, közgyám
- Gömöry János, (Nyíregyháza, 1869. május 12. – Budapest, 1966. május 7.) tanár, evangélikus lelkész, publicista.
- Gömöry József, (Örkény, 1917. augusztus 23.–Dombóvár, 2005. június 29.), dombóvári gimnáziumi tanár, evangélikus lelkész, Dombóvár díszpolgára.[24]
- Gömöry László, (Zábava, Gömör vármegye, 1868. július 27.–Alsósajó, Gömör vármegye, 1934. április 17.), csendőrezredes, a Ferenc József-rend lovagja.
- Gömöry Vilma, (Hatvan, 1885. szeptember 17. – Budapest, 1962. augusztus 1.), magyar színésznő. Első férje: Körmendy Kálmán (1886–1920), színész. Második férje: Gallina Frigyes (1879–1933), Budapest székesfőváros tanácsnoka, főjegyzője, az elnöki ügyosztály vezetője, szakíró. Harmadik férje: Ocskay Kornél Mihály (1885–1963) magyar operaénekes (tenor), színész.

## A nemesi család kiemelkedőbb tagjai
- Gömöry András (1800–1873), helytartói tanácsos, táblai ülnök, földbirtokos.
- Gömöry Dávid,  (Rozsnyó, 1708. május 5. – Győr, 1795. október 14.) győri orvos, alkimista.
- Gömöry János (1813–1907) a Szász Coburg Gothai Fülöp herceg gömöri vasgyárak vezérigazgatója lett, és élete során több kitüntetésben részesült mint például az uralkodó Szász Coburg Gothai herceg titkos tanácsosában, illetve az Osztrák Császári Vaskorona-rend, a Ferenc József-rend és a Szász Ernesztin házirend lovagja.
- Gömöry Oszkár, dr. (1839–1904), császári és királyi kamarás, minisztériumi tanácsos, jogász, földbirtokos, a Lipótrend és a porosz Johannita rend lovagja.
- Gömöry Pál (Csetnek, Gömör vármegye, 1815. január 1. – Nagykálló, 1884. június 23.) Szabolcs vármegye megyefőnöke, helytartósági tanácsos, a 3-ad osztályú vaskorona rend lovagja, földbirtokos.
- Gömöry Viktor (1816–1886), császári és királyi udvari tanácsos, a magyar királyi udvari kancellária referendáriusa